# NK Sokol Rajić
NK Sokol je nogometni klub iz Rajića (dijela pod imenom Gornji Rajić), prigradskog naselja grada Novske. Trenutačno se natječe u 2. ŽNL sisačko-moslavačkoj.
Pored seniorske momčadi, u sklopu kluba postoje i selekcije juniora, pionira i limača.

## Povijest
Do 1995. godine, u Rajiću je djelovao NK Partizan Rajić, koji je nakon Oluje ugašen.
NK Sokol Rajić je osnovan 2002. godine.
Od osnivanja do sezone 2008./09. Sokol je član 3. ŽNL Sisačko-moslavačke, a od sezone 2009./10. se natječe u 2. ŽNL Sisačko-moslavačkoj. Kao drugoplasirani klub u sezoni 2014./15., a zbog odustajanja prvoplasirane Pešćenice od promocije (zbog neposedovanja potrebnog sustava mladeži), od sezone 2015./16. NK Sokol je član 1. ŽNL Sisačko-moslavačke.

### Plasmani kluba kroz povijest
| Sezona    | Liga                                | Plasman    |
| --------- | ----------------------------------- | ---------- |
| 2002./03. | 3. ŽNL Sisačko-moslavačka NS Kutina | 6. mjesto  |
| 2003./04. | 3. ŽNL Sisačko-moslavačka NS Kutina | 3. mjesto  |
| 2004./05. | 3. ŽNL Sisačko-moslavačka NS Kutina | 3. mjesto  |
| 2005./06. | 3. ŽNL Sisačko-moslavačka NS Kutina | 8. mjesto  |
| 2006./07. | 3. ŽNL Sisačko-moslavačka           |            |
| 2007./08. | 3. ŽNL Sisačko-moslavačka           |            |
| 2008./09. | 3. ŽNL Sisačko-moslavačka NS Novska | 1. mjesto  |
| 2009./10. | 2. ŽNL Sisačko-moslavačka           | 10. mjesto |
| 2010./11. | 2. ŽNL Sisačko-moslavačka           | 4. mjesto  |
| 2011./12. | 2. ŽNL Sisačko-moslavačka           | 6. mjesto  |
| 2012./13. | 2. ŽNL Sisačko-moslavačka           | 2. mjesto  |
| 2013./14. | 2. ŽNL Sisačko-moslavačka           | 2. mjesto  |
| 2014./15. | 2. ŽNL Sisačko-moslavačka           | 2. mjesto  |
| 2015./16. | 1. ŽNL Sisačko-moslavačka           | 10. mjesto |

## Vanjske poveznice
- Facebook stranica kluba